# Вертела, Юлия
Юлия Вертела (настоящие имя — Юлия Юрьевна Власова; род. 15 февраля 1967, Ленинград) — российская писательница и поэтесса, редактор. Кандидат биологических наук, член Союза писателей России.

## Биография
Юлия Юрьевна Власова (Юлия Вертела) родилась в семье учёных. Отец — доктор биологических наук, профессор Юрий Ильич Власов. Мать — доктор сельскохозяйственных наук, профессор Элеонора Алексеевна Власова.
В 1989 году окончила биолого-почвенный факультет ЛГУ имени А. А. Жданова (ныне Санкт-Петербургский государственный университет.
Работала в научно-исследовательских институтах биологического профиля — Всероссийском институте растениеводства (ВИР) имени Н. И. Вавилова, Всероссийском научно-исследовательском институте защиты растений и др.
Кандидат биологических наук.

## Творчество
Публиковаться как поэт и прозаик начала в 2002 году под псевдонимом Юлия Вертела (Вертела — девичья фамилия бабушки по материнской линии). Член Союза писателей России с 2007 года.
Излюбленный жанр — минипроза. Наиболее известные произведения — повесть «Магазин, или записки продавца» и роман «Чёрный шар». В 2011 году вместе с группой прозаиков и поэтов присоединилась к движению художников «Полиреализм. XXI век» и провозгласила «Манифест полиреализма: От литераторов до бесконечности».
Редактор журнала «Полиреализм».
Живёт в городе Пушкине (Царском Селе).

## Книги
- «Бери и рисуй», рассказы и микропроза (СПб.: Вести, 2008)
- «Не глядя на звёзды», стихи (СПб.: Бип, 2002)
- «Интенсивная терапия», проза (М.: АСТ, 2011, 2012)
- «Профессор Юрий Ильич Власов. 1929—2000: Научная, педагогическая и общественная деятельность», биографический очерк (СПб.: Знание, 2011) (В соавторстве с Л. Н. Самсоновой.)
- «Дереализация», повесть, пьеса, рассказы, микропроза (Franc-Tireur USA, 2018)

## Публикации в журналах
«Литературная газета», «Нева», «Урал», «Новый берег», «Флорида», «Юность», «Топос», «Зарубежные задворки» (Германия), «Чайка» (США), «Городской калейдоскоп», «Твоя история», «Петербургская свадьба», «Полиреализм» и др.

## Публикации в альманахах и сборниках
- «Молодой Петербург» (СПб., 2006, 2007, 2008, 2010)
- «Мариенталь» (СПб., 2002, 2004, 2006, 2007).
- «Царскосельский альманах» (СПб., 2006, 2007, 2009, 2010, 2014).
- «Туманный альбиСон Петербурга» (СПб., 2004)
- «Эрогенные пения. Стих сквозь прозы» (СПб., 2005)
- «С новым годом! Санкт-Петербург 2006» (СПб., 2005)

## Награды и премии
- Премия журнала «Нева» за лучшее произведение 2010 года в номинации «Дебют».
- Шот-лист питчинга сценарных проектов Teamwriting Insight за 2016 год (приключенческий сериал «Тайна орла и пеликана»).

## Критики о Юлии Вертеле
- Лев Пирогов (из предисловия к книге «Интенсивная терапия»): «Книга Юлии Вертелы — это не женская литература. Это жизнь глазами женщины, которая не пытается подражать мужчинам, сыпля прибаутками и расследуя загадочные убийства, и не дурачит их, изображая щебечущую о нарядах дурочку, а честно, не дожидаясь ничьей помощи, тащит на себе груз бытия. Сперва я читал и думал: «Это будет как про войну в Чечне, только ещё страшнее, ещё больше крови». Потом и думать забыл об этих глупостях, так горло перехватило... Чтение причиняет боль, но потом, как после скальпеля хирурга, становится легче...».
- Владимир Васильев (о книге «Интенсивная терапия»,«Литературный Санкт-Петербург»): «Юлия Вертела не только писатель — она ещё и учёный-биолог. Ей самой пришлось бороться с тяжёлой болезнью. Поэтому все её истории правдоподобны и профессионально безукоризненны. Читаешь и чувствуешь боль от укола, пореза кожи, перелома кости, ощущаешь больничные запахи, видишь  ангелов в белых халатах, жёстких, неразговорчивых, но знающих своё место в конвейере от приёмного покоя до операционной, а иногда и до морга»[3].
- Сергей Выжевский (о романе «Чёрный шар», «Литературная газета»): «Созданный по свежим следам роман анализирует переломный период современной российской истории — начало 90-х. Сочно, красочно, иронично представлен перестроечный Петербург. На страницах «Чёрного шара» отражается жизнь обитателей одной коммунальной квартиры, но коммуналка — не самоцель, а скорее, средство дать максимальный срез действительности и поставить ей правильный диагноз. Эта широта взгляда, широта охвата — ещё один фирменный приём Вертелы, используемый ею во всех крупных произведениях. Другой приём — фрагментарность, клиповость, точнее, кинематографичность эпизодов. Юлия выписывает своих персонажей, как живописец фигуры на полотне, каждая из них помимо участия в композиции имеет отдельное художественное значение. Но самое главное и пронзительное в «Чёрном шаре» — это судьба больного ребёнка и сопутствующий ей нравственный выбор окружающих...»[4].